# Лом (Рязанская область)
Лом (Рождественское) — село в Касимовском районе Рязанской области.

## Название
Село получило своё название от слова «бурелом», «ломать деревья». Когда-то на этом месте был сплошной хвойный лес с исполинскими деревьями.

## География
Находится в северо-восточной части Рязанской области, в зоне хвойно-широколиственных лесов, в пределах Мещёрской низменности.

### Климат
Климат характеризуется как умеренно континентальный, с тёплым летом и умеренно холодной снежной зимой. Среднегодовая температура воздуха — 3,8 °C. Средняя температура воздуха самого холодного месяца (января) — −11,5 °C (абсолютный минимум — −40 °C); самого тёплого месяца (июля) — 18,8 °C (абсолютный максимум — 38 °C). Безморозный период длится около 135—155 дней. Среднегодовое количество осадков — 616 мм, из которых большая часть (около 397 мм) выпадает в период с апреля по октябрь. Снежный покров держится в течение 120—147 дней.

## История
По рассказам стариков, ломать лес (то есть расчищать место для жилья — Бабурин А.) начали в деревне Починки, поэтому деревня и носит такое название — «почин», то есть начало. Основатели Починок подсекали лес в южную сторону до водораздела дола, который представлял собой в то время непроходимую трущобу, которая весной и осенью была залита водой. Село существует уже более трех с половиной веков.
Усадьба Лом (Рождественское) организована капралом князем А. И. Маматовым с женою А. Якушкиной. В последней четверти XVIII столетия принадлежала ротмистру князю Д. И. Маматову (ум. до 1788) с женою княгиней Е. В. Маматовой (г/р 1738). Далее их сыну капитану князю Н. Д. Маматову (1770—1834) с женою княгиней Ф. Ф. Маматовой. Затем сыну последних коллежскому регистратору, князю Д. Н. Маматову (г/р 1826), женатому на В. М. Соколовой. В начале XX века усадьбу приобрел купец Мусяев.
Сохранилась заброшенная церковь Рождества Богородицы 1781—1786 года в стиле барокко, построенная совладельцем села помещиком К. Ф. Скорняковым вместо прежней деревянной. Рядом с церковью находится старинное надгробие. Князьям Маматовым принадлежало село Карамышево.

## Население
| 1859 | 1897 | 1906 | 2010 |
| ---- | ---- | ---- | ---- |
| 369  | ↗514 | ↗537 | ↘31  |

## Инфраструктура
Личное подсобное хозяйство с зоной сельскохозяйственного использования, индивидуальная застройка усадебного типа.

## Транспорт
Село доступно автомобильным и железнодорожным транспортом. Действует остановочный пункт Лом. 